# Chefs de parti au Sénat des États-Unis
Les chefs de la majorité et de la minorité du Sénat des États-Unis sont deux sénateurs élus par leurs partis dont l'un se trouve en majorité et l'autre en minorité. Ils sont les principaux représentants de leur parti au Sénat et gèrent le calendrier législatif de l'Assemblée. Le chef de la majorité est parfois le représentant de son parti devant l’ensemble du Congrès si la Chambre des représentants et donc sa présidence est contrôlée par l'opposition.
Il existe également des chefs adjoints de la majorité et de la minorité, souvent appelés whips, dont le rôle est de rassembler les membres du parti sur les sujets les plus importants.
La Chambre des représentants et de nombreuses législatures d'État des États-Unis sont organisées sur le même principe.

## Histoire
Le Parti démocrate désigne son premier chef en 1920, avant d'être suivi par le Parti républicain en 1925.
| Congrès | Dates                              | Whip démocrate         | Chef démocrate         | Majorité | Chef républicain                    | Whip républicain          |
| ------- | ---------------------------------- | ---------------------- | ---------------------- | -------- | ----------------------------------- | ------------------------- |
| 63e     | 1913 – 1915                        | J. Hamilton Lewis      | Aucun                  | ← D Maj  | Aucun                               | Aucun                     |
| 64e     | 1915 – ? 1915                      | J. Hamilton Lewis      | Aucun                  | ← D Maj  | Aucun                               | James Wadsworth, Jr. (en) |
| 64e     | 1915 ? – 1917                      | J. Hamilton Lewis      | Aucun                  | ← D Maj  | Aucun                               | Charles Curtis            |
| 65e     | 1917 – 1919                        | J. Hamilton Lewis      | Aucun                  | ← D Maj  | Aucun                               | Charles Curtis            |
| 66e     | 1920 – 1921                        | Peter G. Gerry (en)    | Oscar Underwood        | R Maj →  | Henry Cabot Lodge (officieux)       | Charles Curtis            |
| 67e     | 1921 – 1923                        | Peter G. Gerry (en)    | Oscar Underwood        | R Maj →  | Henry Cabot Lodge (officieux)       | Charles Curtis            |
| 68e     | 4 mars 1923 – 9 novembre 1924      | Peter G. Gerry (en)    | Joseph Taylor Robinson | R Maj →  | Henry Cabot Lodge (officieux)       | Charles Curtis            |
| 68e     | 1925                               | Peter G. Gerry (en)    | Joseph Taylor Robinson | R Maj →  | Charles Curtis                      | Wesley L. Jones (en)      |
| 69e     | 1925 – 1927                        | Peter G. Gerry (en)    | Joseph Taylor Robinson | R Maj →  | Charles Curtis                      | Wesley L. Jones (en)      |
| 70e     | 1927 – 1929                        | Peter G. Gerry (en)    | Joseph Taylor Robinson | R Maj →  | Charles Curtis                      | Wesley L. Jones (en)      |
| 71e     | 1929 – 1931                        | Morris Sheppard (en)   | Joseph Taylor Robinson | R Maj →  | James E. Watson (en)                | Simeon D. Fess (en)       |
| 72e     | 1931 – 1933                        | Morris Sheppard (en)   | Joseph Taylor Robinson | R Maj →  | James E. Watson (en)                | Simeon D. Fess (en)       |
| 73e     | 1933 – 1935                        | J. Hamilton Lewis      | Joseph Taylor Robinson | ← D Maj  | Charles McNary                      | Felix Hebert (en)         |
| 74e     | 1935 – 1937                        | J. Hamilton Lewis      | Joseph Taylor Robinson | ← D Maj  | Charles McNary                      | Aucun                     |
| 75e     | 3 janvier 1937 – 14 juillet 1937   | J. Hamilton Lewis      | Joseph Taylor Robinson | ← D Maj  | Charles McNary                      | Aucun                     |
| 75e     | 22 juillet 1937 – 3 janvier 1939   | J. Hamilton Lewis      | Alben W. Barkley       | ← D Maj  | Charles McNary                      | Aucun                     |
| 76e     | 1939                               | Sherman Minton         | Alben W. Barkley       | ← D Maj  | Charles McNary                      | Aucun                     |
| 76e     | 1940                               | Sherman Minton         | Alben W. Barkley       | ← D Maj  | Warren Austin (en) (intérim)        | Aucun                     |
| 77e     | 1941 – 1943                        | J. Lister Hill (en)    | Alben W. Barkley       | ← D Maj  | Charles McNary                      | Aucun                     |
| 78e     | 1943 – 1945                        | J. Lister Hill (en)    | Alben W. Barkley       | ← D Maj  | Wallace H. White Jr. (en) (intérim) | Kenneth S. Wherry (en)    |
| 79e     | 1945 – 1947                        | J. Lister Hill (en)    | Alben W. Barkley       | ← D Maj  | Wallace H. White Jr. (en)           | Kenneth S. Wherry (en)    |
| 80e     | 1947 – 1949                        | Scott Lucas            | Alben W. Barkley       | R Maj →  | Wallace H. White Jr. (en)           | Kenneth S. Wherry (en)    |
| 81e     | 1949 – 1951                        | Francis J. Myers (en)  | Scott Lucas            | ← D Maj  | Kenneth S. Wherry (en)              | Leverett Saltonstall      |
| 82e     | 1951 – 1952                        | Lyndon Johnson         | Ernest McFarland       | ← D Maj  | Kenneth S. Wherry (en)              | Leverett Saltonstall      |
| 82e     | 1952 – 1953                        | Lyndon Johnson         | Ernest McFarland       | ← D Maj  | Styles Bridges (en)                 | Leverett Saltonstall      |
| 83e     | 3 janvier 1953 – 31 juillet 1953   | Earle C. Clements (en) | Lyndon B. Johnson      | R Maj →  | Robert Taft                         | Leverett Saltonstall      |
| 83e     | 3 août 1953 – 3 janvier 1955       | Earle C. Clements (en) | Lyndon B. Johnson      | R Maj →  | William F. Knowland (en)            | Leverett Saltonstall      |
| 84e     | 1955 – 1957                        | Earle C. Clements (en) | Lyndon B. Johnson      | ← D Maj  | William F. Knowland (en)            | Leverett Saltonstall      |
| 85e     | 1957 – 1959                        | Mike Mansfield         | Lyndon B. Johnson      | ← D Maj  | William F. Knowland (en)            | Everett Dirksen           |
| 86e     | 1959 – 1961                        | Mike Mansfield         | Lyndon B. Johnson      | ← D Maj  | Everett Dirksen                     | Thomas Kuchel             |
| 87e     | 1961 – 1963                        | Hubert Humphrey        | Mike Mansfield         | ← D Maj  | Everett Dirksen                     | Thomas Kuchel             |
| 88e     | 1963 – 1965                        | Hubert Humphrey        | Mike Mansfield         | ← D Maj  | Everett Dirksen                     | Thomas Kuchel             |
| 89e     | 1965 – 1967                        | Russell B. Long (en)   | Mike Mansfield         | ← D Maj  | Everett Dirksen                     | Thomas Kuchel             |
| 90e     | 1967 – 1969                        | Russell B. Long (en)   | Mike Mansfield         | ← D Maj  | Everett Dirksen                     | Thomas Kuchel             |
| 91e     | 3 janvier 1969 – 7 septembre 1969  | Ted Kennedy            | Mike Mansfield         | ← D Maj  | Everett Dirksen                     | Hugh Scott (en)           |
| 91e     | 24 septembre 1969 – 3 janvier 1971 | Ted Kennedy            | Mike Mansfield         | ← D Maj  | Hugh Scott (en)                     | Robert P. Griffin (en)    |
| 92e     | 1971 – 1973                        | Robert Byrd            | Mike Mansfield         | ← D Maj  | Hugh Scott (en)                     | Robert P. Griffin (en)    |
| 93e     | 1973 – 1975                        | Robert Byrd            | Mike Mansfield         | ← D Maj  | Hugh Scott (en)                     | Robert P. Griffin (en)    |
| 94e     | 1975 – 1977                        | Robert Byrd            | Mike Mansfield         | ← D Maj  | Hugh Scott (en)                     | Robert P. Griffin (en)    |
| 95e     | 1977 – 1979                        | Alan Cranston          | Robert Byrd            | ← D Maj  | Howard Baker                        | Ted Stevens               |
| 96e     | 1979 – 1981                        | Alan Cranston          | Robert Byrd            | ← D Maj  | Howard Baker                        | Ted Stevens               |
| 97e     | 1981 – 1983                        | Alan Cranston          | Robert Byrd            | R Maj →  | Howard Baker                        | Ted Stevens               |
| 98e     | 1983 – 1985                        | Alan Cranston          | Robert Byrd            | R Maj →  | Howard Baker                        | Ted Stevens               |
| 99e     | 1985 – 1987                        | Alan Cranston          | Robert Byrd            | R Maj →  | Bob Dole                            | Alan K. Simpson           |
| 100e    | 1987 – 1989                        | Alan Cranston          | Robert Byrd            | ← D Maj  | Bob Dole                            | Alan K. Simpson           |
| 101e    | 1989 – 1991                        | Alan Cranston          | George J. Mitchell     | ← D Maj  | Bob Dole                            | Alan K. Simpson           |
| 102e    | 1991 – 1993                        | Wendell H. Ford        | George J. Mitchell     | ← D Maj  | Bob Dole                            | Alan K. Simpson           |
| 103e    | 1993 – 1995                        | Wendell H. Ford        | George J. Mitchell     | ← D Maj  | Bob Dole                            | Alan K. Simpson           |
| 104e    | 3 janvier 1995 – 12 juin 1996      | Wendell H. Ford        | Tom Daschle            | R Maj →  | Bob Dole                            | Trent Lott                |
| 104e    | 12 juin 1996 – 3 janvier 1997      | Wendell H. Ford        | Tom Daschle            | R Maj →  | Trent Lott                          | Don Nickles               |
| 105e    | 1997 – 1999                        | Wendell H. Ford        | Tom Daschle            | R Maj →  | Trent Lott                          | Don Nickles               |
| 106e    | 1999 – 2001                        | Harry Reid             | Tom Daschle            | R Maj →  | Trent Lott                          | Don Nickles               |
| 107e    | January 3 – 20 janvier 2001        | Harry Reid             | Tom Daschle            | ← D Maj  | Trent Lott                          | Don Nickles               |
| 107e    | 20 janvier – 6 juin 2001           | Harry Reid             | Tom Daschle            | R Maj →  | Trent Lott                          | Don Nickles               |
| 107e    | 6 juin 2001 – 3 janvier 2003       | Harry Reid             | Tom Daschle            | ← D Maj  | Trent Lott                          | Don Nickles               |
| 108e    | 2003 – 2005                        | Harry Reid             | Tom Daschle            | R Maj →  | Bill Frist                          | Mitch McConnell           |
| 109e    | 2005 – 2007                        | Dick Durbin            | Harry Reid             | R Maj →  | Bill Frist                          | Mitch McConnell           |
| 110e    | 3 janvier – 18 décembre 2007       | Dick Durbin            | Harry Reid             | ← D Maj  | Mitch McConnell                     | Trent Lott                |
| 110e    | 19 décembre 2007 – 3 janvier 2009  | Dick Durbin            | Harry Reid             | ← D Maj  | Mitch McConnell                     | Jon Kyl                   |
| 111e    | 2009 – 2011                        | Dick Durbin            | Harry Reid             | ← D Maj  | Mitch McConnell                     | Jon Kyl                   |
| 112e    | 2011 – 2013                        | Dick Durbin            | Harry Reid             | ← D Maj  | Mitch McConnell                     | Jon Kyl                   |
| 113e    | 2013 – 2015                        | Dick Durbin            | Harry Reid             | ← D Maj  | Mitch McConnell                     | John Cornyn               |
| 114e    | 2015 – 2017                        | Dick Durbin            | Harry Reid             | R Maj →  | Mitch McConnell                     | John Cornyn               |
| 115e    | 2017 – 2019                        | Dick Durbin            | Chuck Schumer          | R Maj →  | Mitch McConnell                     | John Cornyn               |
| 116e    | 2019 – 2021                        | Dick Durbin            | Chuck Schumer          | R Maj →  | Mitch McConnell                     | John Thune                |
| 117e    | 3 janvier – 20 janvier 2021        | Dick Durbin            | Chuck Schumer          | R Maj →  | Mitch McConnell                     | John Thune                |
| 117e    | 20 janvier 2021 – 3 janvier 2023   | Dick Durbin            | Chuck Schumer          | ← D Maj  | Mitch McConnell                     | John Thune                |
| 118e    | 2023 – 2025                        | Dick Durbin            | Chuck Schumer          | ← D Maj  | Mitch McConnell                     | John Thune                |
| 119e    | 2025 – en cours                    | Dick Durbin            | Chuck Schumer          | R Maj →  | John Thune                          | John Barrasso             |
| Congrès | Dates                              | Whip démocrate         | Chef démocrate         | Majorité | Chef républicain                    | Whip républicain          |